# Smithsonidrilus marinus
Smithsonidrilus marinus är en ringmaskart som beskrevs av Brinkhurst 1966. Smithsonidrilus marinus ingår i släktet Smithsonidrilus och familjen glattmaskar. Inga underarter finns listade i Catalogue of Life.